# Cocosplaat
De Cocosplaat is een tektonische plaat die zich bevindt ten westen van Midden-Amerika in de Grote Oceaan.
De Cocosplaat heeft in het noordwesten convergente plaatgrenzen met de Noord-Amerikaanse en de Caribische plaat. In het zuiden heeft de plaat een divergente plaatgrens met de Nazcaplaat en een passieve plaatgrens met de Pacifische plaat.

## Naamgeving
De plaat is genoemd naar Cocoseiland dat zich op de plaat bevindt.

## Oorsprong
De Cocosplaat is ontstaan door spreiding langs de Oost-Pacifische Rug, in een complex gebied dat door geologen wordt aangeduid met de naam "Cocos-Nazca spreidingssysteem".
De Cocosplaat beweegt oostwaarts en subduceert onder de Caribische plaat. Dit veroorzaakt subductie-gerelateerd en vaak explosief vulkanisme in Midden-Amerika. Bekende vulkanen zijn de Popocatépetl in Mexico en de Irazú in Costa Rica. Ook in Nicaragua en Guatemala zijn vulkanen gevormd als gevolg van de subducerende Cocosplaat.
De Cocos- en Nazcaplaten worden beschouwd als overblijfselen van de Farallonplaat, die ongeveer 23 miljoen jaar (Ma) uiteenviel. Op de plaatgrens met de Nazcaplaat bevindt zich een hotspot die de Galápagoseilanden heeft doen ontstaan.
De aardbeving die Mexico-Stad in 1985 trof, werd veroorzaakt door seismische activiteit in de Cocosplaat.